# Ammonius pupulus
Espèce
Ammonius pupulus est une espèce d'araignées mygalomorphes de la famille des Barychelidae.

## Distribution
Cette espèce se rencontrent au Cameroun et en Côte d'Ivoire.

## Description
Le mâle holotype mesure 9 mm.
Le mâle décrit par Gonzalez-Filho, Guadanucci et Brescovit en 2023 mesure 7,43 mm et la femelle 7,3 mm.

## Systématique et taxinomie
Cette espèce a été décrite par Thorell en 1899.

## Publication originale
- Thorell, 1899 : « Araneae Camerunenses (Africae occidentalis) quas anno 1891 collegerunt Cel. Dr Y. Sjöstedt aliique. » Bihang till Kongliga Svenska vetenskaps-akademiens handlingar, vol. 25, no 1, p. 1-105 (texte intégral).